# Folkušová
Folkušová (in ungherese Folkusfalva) è un comune della Slovacchia facente parte del distretto di Martin, nella regione di Žilina.